# BRIT Awards 1997
La XVII edizione dei BRIT Awards si tenne nel 1997 presso il Earls Court. Lo show venne condotto da Ben Elton.

## Vincitori
- Miglior produttore britannico: John Leckie
- Migliore colonna sonora: Trainspotting
- Miglior album britannico: Manic Street Preachers – "Everything Must Go"
- Rivelazione britannica: Kula Shaker
- British dance act: The Prodigy
- Cantante femminile britannica: Gabrielle
- Gruppo britannico: Manic Street Preachers
- Cantante maschile britannico: George Michael
- Singolo britannico: Spice Girls – "Wannabe"
- British Video: Spice Girls – "Say You'll Be There"
- Rivelazione internazionale: Robert Miles
- International female: Sheryl Crow
- Gruppo internazionale: The Fugees
- International male: Beck
- Outstanding contribution: Bee Gees